# Cestería de México

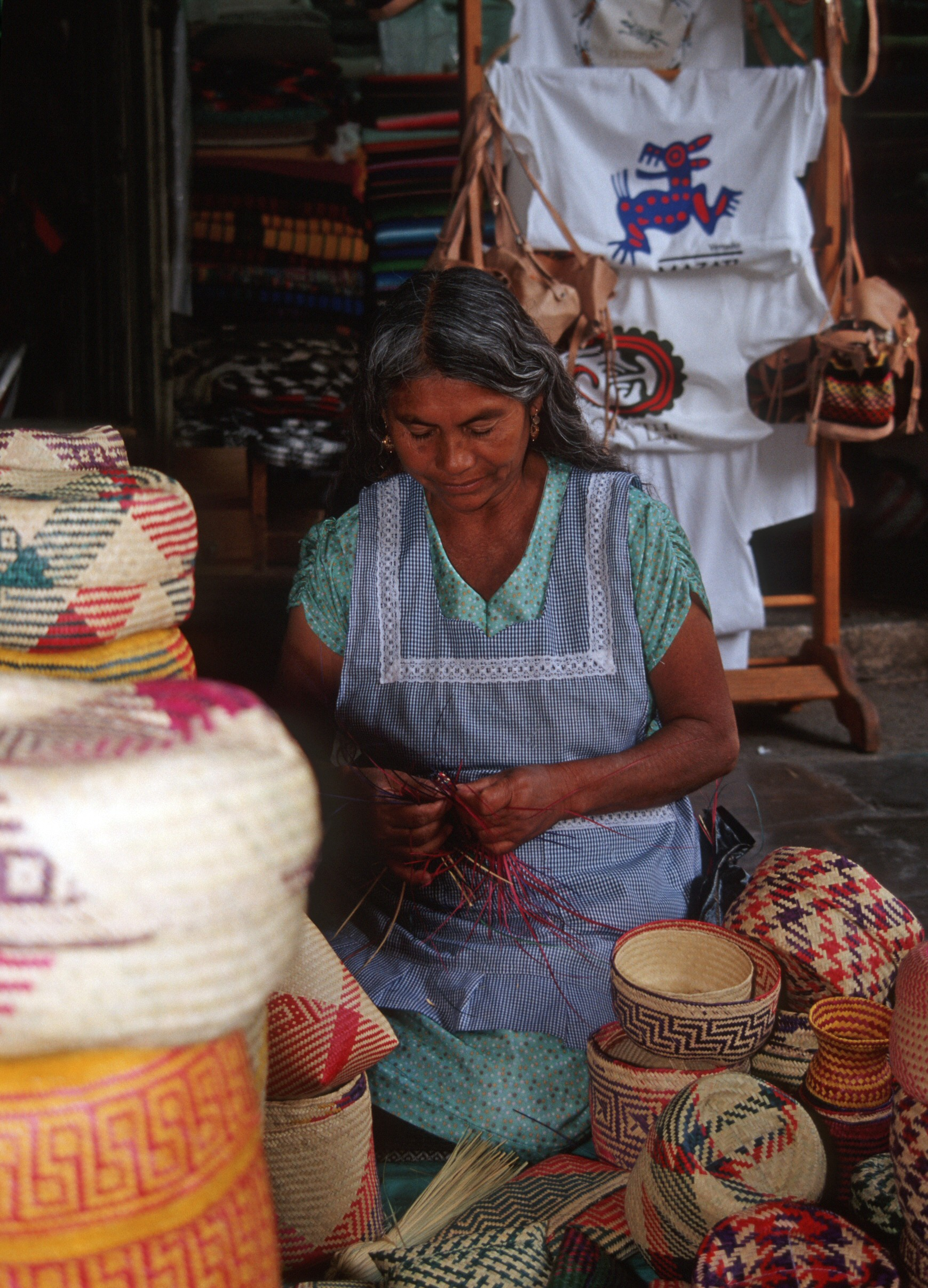
Mujer tejiendo un cesto en el mercado Benito Juárez de Oaxaca.

La cestería de México es una artesanía con orígenes prehispánicos. Su desarrollo precede a la cerámica y la domesticación del fuego, desempeñando un papel fundamental en la vida cotidiana de las civilizaciones indígenas. Con la llegada de la conquista, se incorporaron nuevos materiales y técnicas, dando lugar a una tradición que se ha mantenido hasta la actualidad.
Esta práctica artesanal se caracteriza por el uso de fibras vegetales entrelazadas para la elaboración de diversos objetos utilitarios y decorativos. Las técnicas y los materiales empleados varían según la región, dependiendo de la vegetación local, con cerca de ochenta especies de plantas utilizadas en su manufactura. Estados como México, Michoacán, Oaxaca, Sonora, Veracruz y la península de Yucatán cuentan con importantes tradiciones de esta expresión artesanal.

## Historia

### Periodo prehispánico

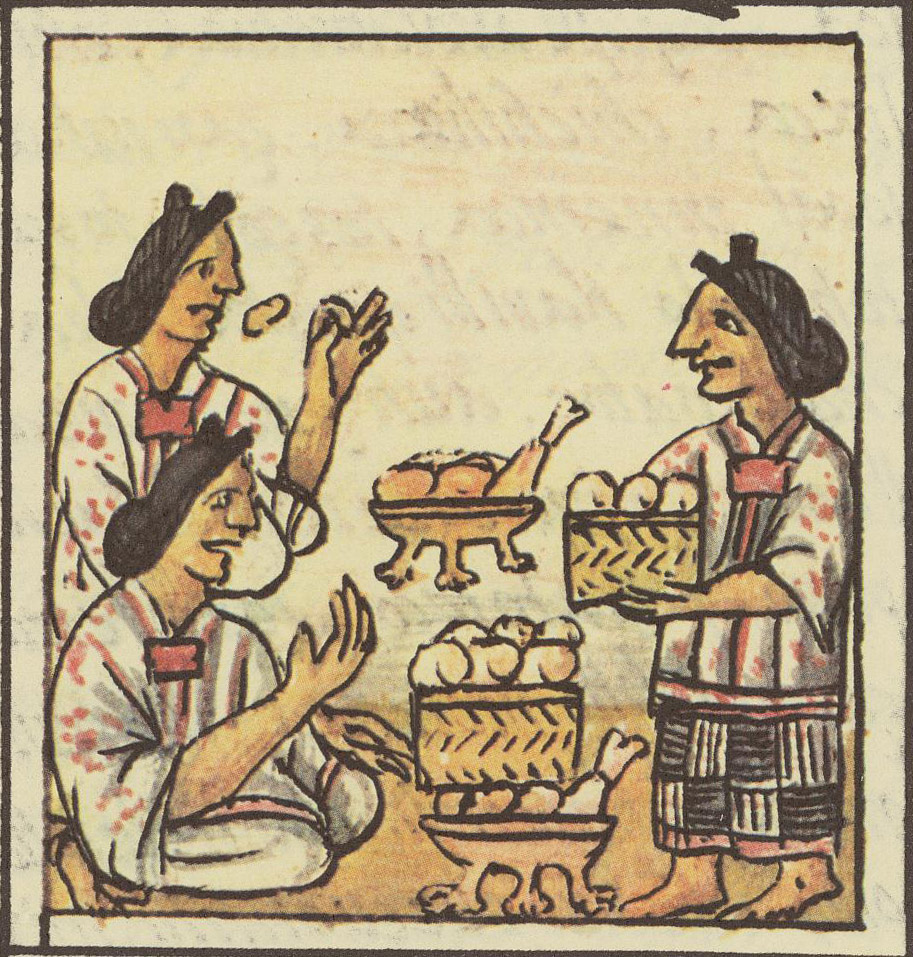
Escena del Código Florentino que muestra comida en canastas.

La cestería fue uno de los oficios más antiguos de Mesoamérica, importante desde el período temprano de caza y recolección, precediendo ambas a la manipulación del fuego y la creación de la cerámica. La labor de la cestería fue originalmente desarrollada para funcionar como contenedores simples para la recolección y almacenamiento de los productos alimenticios que se encontraban en la naturaleza y también para otros artículos como alfombras, cajas, sillas, cunas, sandalias y algunas prendas de vestir. En México tiene dos orígenes: uno indígenas y otro español, que se distinguen sobre todo por los productos elaborados. Muchos de los ejemplos de productos elaborados en época prehispánica aún sobreviven, tales como alfombras llamadas petates, mochilas y cestas para el transporte de mercancías; los dos últimos son especialmente importantes en el período pues no había animales de carga y la mercancía la llevaba el hombre caminando. Algunas piezas prehispánicas fueron tejidas con diseños intrincados, comparables a los tapices europeos.
Gran parte de la historia de la cestería se ha perdido ya que el material es biodegradable por lo que existen sólo fragmentos en hallazgos arqueológicos. Los mejores descubrimientos fueron en cuevas secas y rocas de cultivo. La mayoría de las veces se encontraron  zonas áridas y semiáridas en el noroeste de México, como las cuevas de Ocampo y Romero en Tamaulipas que contienen la evidencia de diversos estilos artesanales. Otros hallazgos importantes son los de la cueva de Coxcatlán en Tehuacán, Puebla, Guila Naquitz, Oaxaca, las cuevas del Gallo y la cueva Chaguera en Morelos, así como en Michoacán y el Valle de México. Estos incluyen evidencia de la elaboración de cuerdas y bolsos.

### Periodo colonial
Como no sobreviven piezas completas, la mejor evidencia del período de cestería prehispánica y colonial viene de códices contemporáneos como el Códice Mendocino de crónicas escritas y de las piezas que aparecen en las pinturas. Todo esto confirma la existencia de productos indígenas tales como petates, asientos (tollicpalli), asientos con respaldo (tepotzoicpali), chiquihuites, tanates, tompiates, cajas (petlanali), sandalias, redes, ventiladores, mecapals (faja de cuero, con dos cuerdas en los extremos) entre otros. También indica que una serie de productos y técnicas ya han desaparecido: en el Valle de México, las comunidades ubicadas en las orillas de los ríos tales como Xochimilco y Xoltocan se dedicaban a la fabricación de artículos como petates, utilizando los juncos que crecen al borde del agua pero han desaparecido con el drenaje de los lagos.
Algunos indígenas artesanos continuaron haciendo cestería a través de todo el período colonial. A diferencia de otras artesanías, se consideró un trabajo familiar y por lo tanto no tan regulado como la cerámica y la madera, ni hubo ninguna enseñanza formal por parte de los misioneros españoles. Sin embargo, los diseños europeos, tales como las canastas con asas, sombreros, las palmas trenzadas para los domingos de ramo y decoraciones de corazones fueron introducidos, junto con el trabajo del trigo y centeno.
De los años siguientes tampoco hay ejemplares supervivientes. Como ejemplo de que existieron quedan las escenas pintadas, escenas de la vida cotidiana con petates, sombreros y canastas.

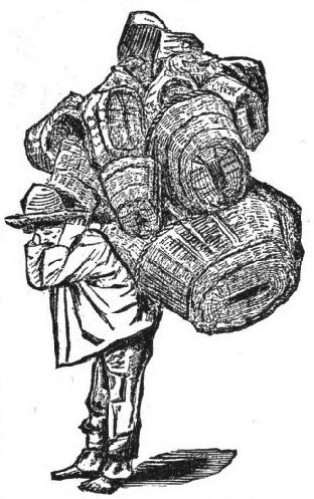
Dibujo de un hombre cargando canastas, 1888.

 Los viajeros europeos en México documentaron lo que vieron, incluyendo la vida de la gente común, mencionando las cestas dentro de sus documentos. Uno de los objetos en los registros de este tiempo pero que no se había visto con anterioridad es el capote, una especie de capa de lluvia creado con hojas de palma.

### sigloXXal presente

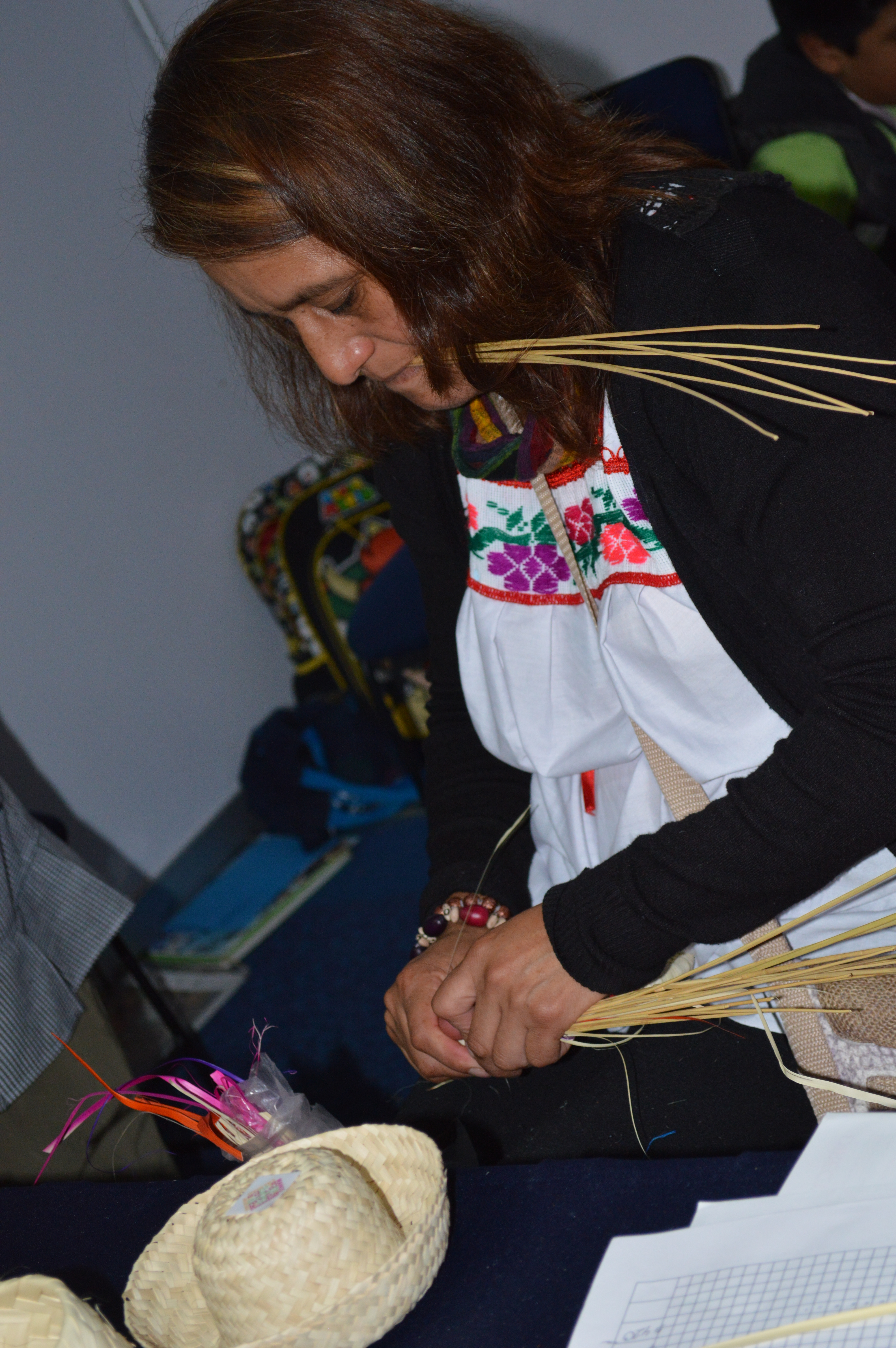
Tejido de carrizo.

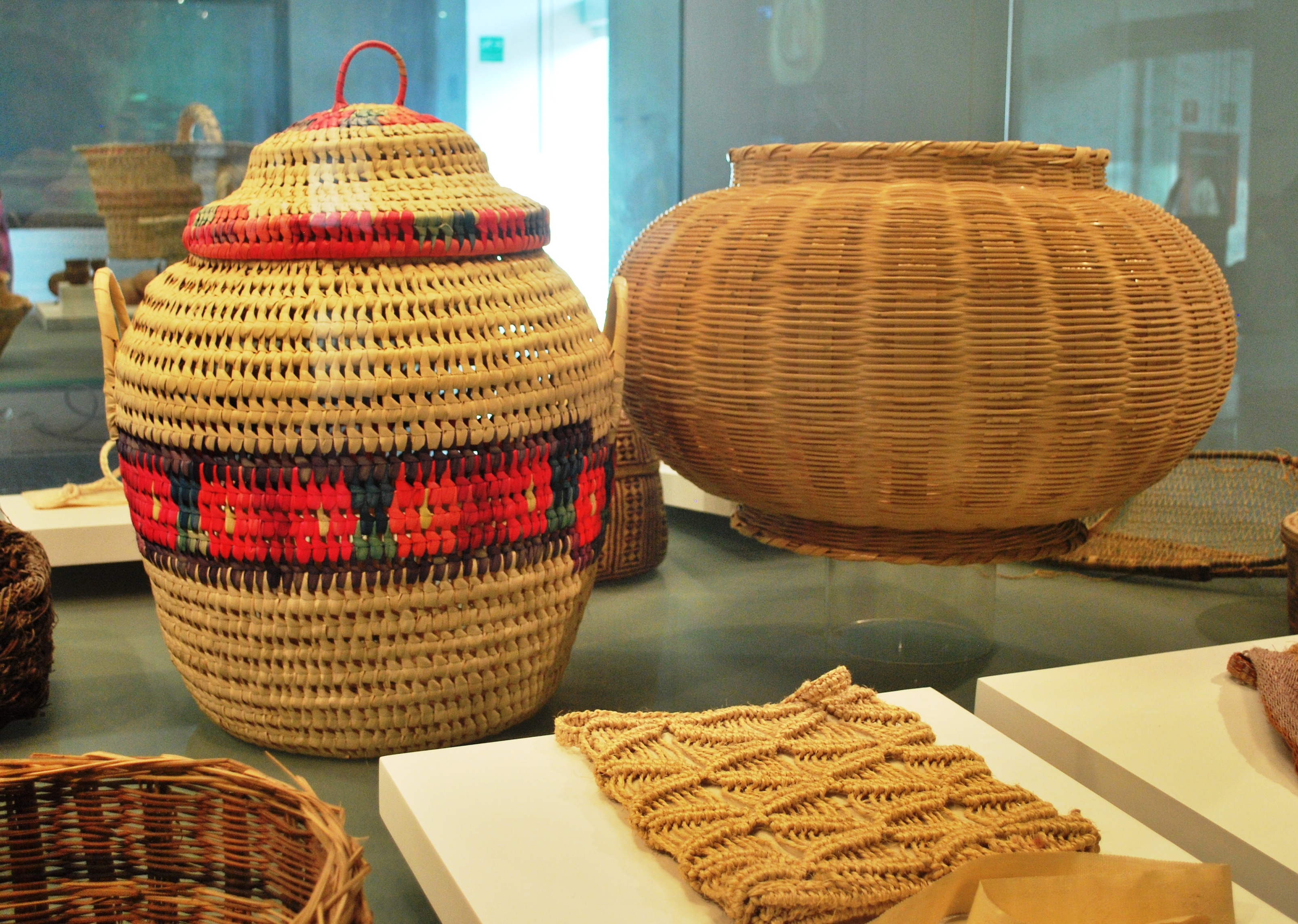
Exhibición de canastas en el Museo de Arte Popular de la Ciudad de México.

A principios del siglo XX se manifestó un renovado interés en las tradiciones artesanales de México, incluyendo la cestería. Durante el siglo xxse enseñó a los presos en las cárceles municipales la fabricación de sombreros de palma y otras fibras, algo que continúa en la actualidad. El escritor Manuel Toussaint tomó nota de la cantidad y calidad de las cestas que encontró en Oaxaca durante sus viajes, junto con los de Puebla y el Estado de México. Para el 100 aniversario de la terminación de la Guerra de Independencia de México, artistas como el Dr. Atl, Roberto Montenegro y otros, organizaron una exposición de artesanías del país y el arte popular. La exposición dio lugar a un gran catálogo cuyo capítulo 16 estaba dedicado a la cestería. Proporciona una imagen del estado de la artesanía de finales del siglo xix y principios del siglo xx. En este catálogo, el Dr. Atl afirma que el elemento de la cestería más importante sigue siendo el petate, con la documentación de la gran producción de cestería en los estados de Puebla, Estado de México, Guanajuato, Michoacán y Jalisco. También se menciona la creación de figuras en miniatura de Silao, Irapuato, Guanajuato y Santa María del Río, SLP. Sin embargo, el trabajo realizado en el norte del país es prácticamente nulo.
A pesar del interés en documentar las tradiciones artesanales, no se mantienen piezas completas desde antes de la década de 1960. Aunque no es tan popular como otras tradiciones de artesanía, la cestería se puede encontrar en todo México, especialmente en las comunidades indígenas de Oaxaca, Chiapas y Veracruz, con muchas piezas hechas para los coleccionistas. Sin embargo, una serie de artículos de cestería son todavía producidos para uso local, como una cuna usada por las mujeres indígenas en la Sierra Norte de Puebla y piezas creadas para las ceremonias en varias partes de México, tales como cestas especiales creadas por los Seri en Sonora y los nahuas de la Huasteca para el Día de los muertos.
La mayoría de los artesanos no se dedican a la creación de dichos objetos en tiempo completo, sino como un complemento a otras actividades económicas y los talleres son en las casas con varios miembros de la misma familia participando. Algunos artesanos se han organizado en cooperativas para promover su trabajo. Sin embargo, la mayoría de los productos de cestería son fácilmente reemplazados por productos manufacturados, y los recursos que son necesarios para la fabricación, son cada vez más escasos. La cestería ha disminuido en México con la introducción de envases de plástico en la década de 1970 y los productos similares importados de Asia desde 2005. Por estas y otras razones, la cestería no es una artesanía tan importante como la cerámica, pero todavía juega un gran papel doméstico y comercial en las comunidades rurales en estados como Guerrero, Estado de México, Oaxaca, Puebla, Sonora, Michoacán y Veracruz.
Un microcosmos del mercado de la cestería existe en el mercado de la Merced de la Ciudad de México, que vende productos de Puebla, Tlaxcala, Querétaro, Michoacán, Estado de México, Guerrero y San Luis Potosí. Hay alrededor de 30 puestos de venta de productos de cestería en La Merced, muchos de los cuales se han transmitido de generación en generación. La mayor parte de las ventas se realizan a otros comerciantes, tales como vendedores de tacos de canasta, así como dulces y pan tradicional. Muchas de las ventas se producen con motivo de ciertas celebraciones. En la Semana Santa se venden múltiples cestos y palmas. Para el Día de los Muertos, petates, chiquihuites y pequeños cestos se compran como decoraciones para los altares. En Navidad, los cestos se utilizan para mantener los alimentos y decoraciones tradicionales. Muchas de estas ventas son para la gente que habita en las afueras de la Ciudad de México, donde las tradiciones sobreviven. Sin embargo, muchos de estos puestos deben ahora de ofrecer productos asiáticos (que son más baratos) junto con otros artículos con el fin de mantenerse en el negocio.

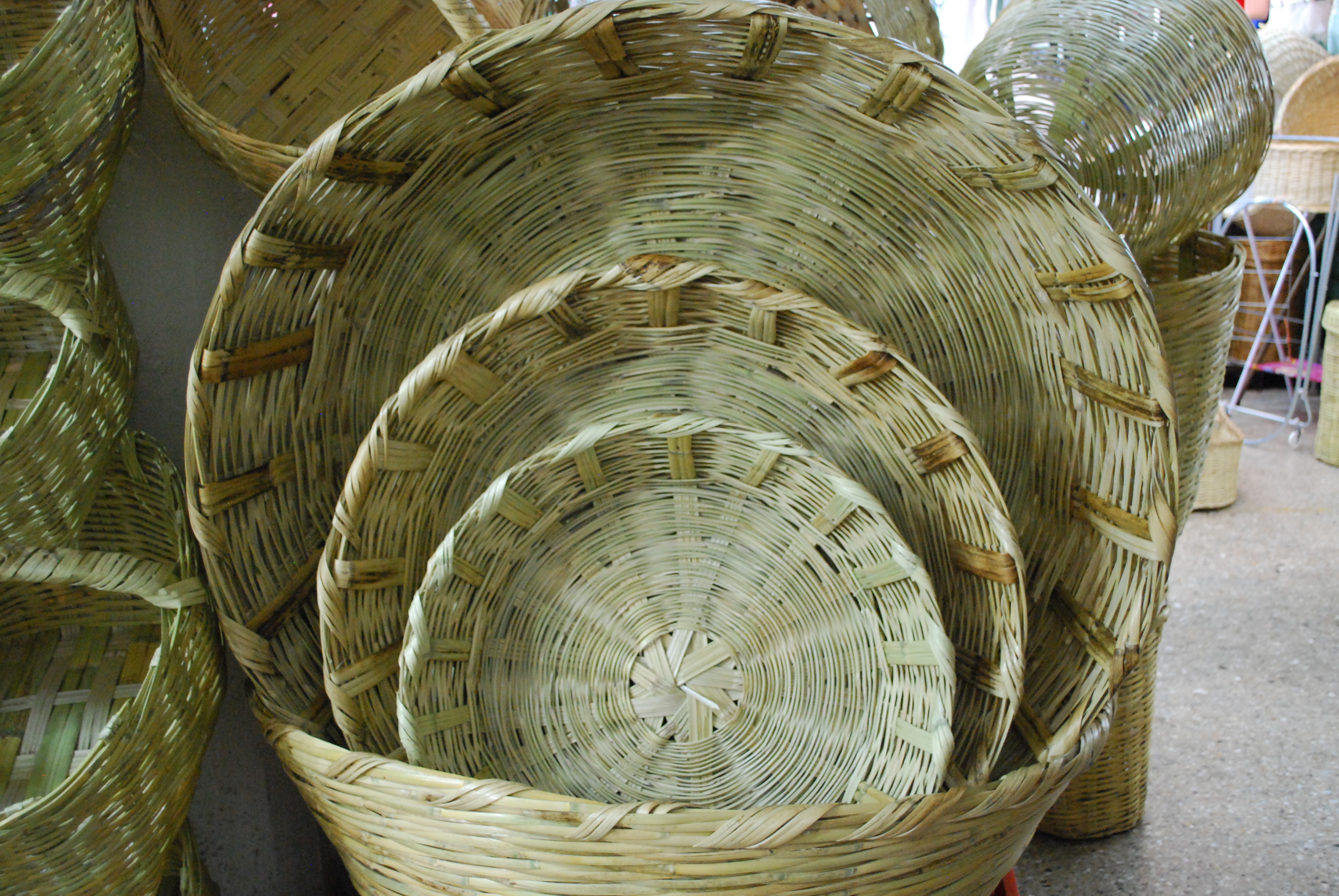
Cestas para vendedores de pan en el Mercado La Merced

El turismo tiene un impacto favorable en la conservación de las tradiciones de cestería, pero también tiende a tener un efecto negativo sobre los recursos utilizados para hacer los productos debido a la demanda.

## Materiales

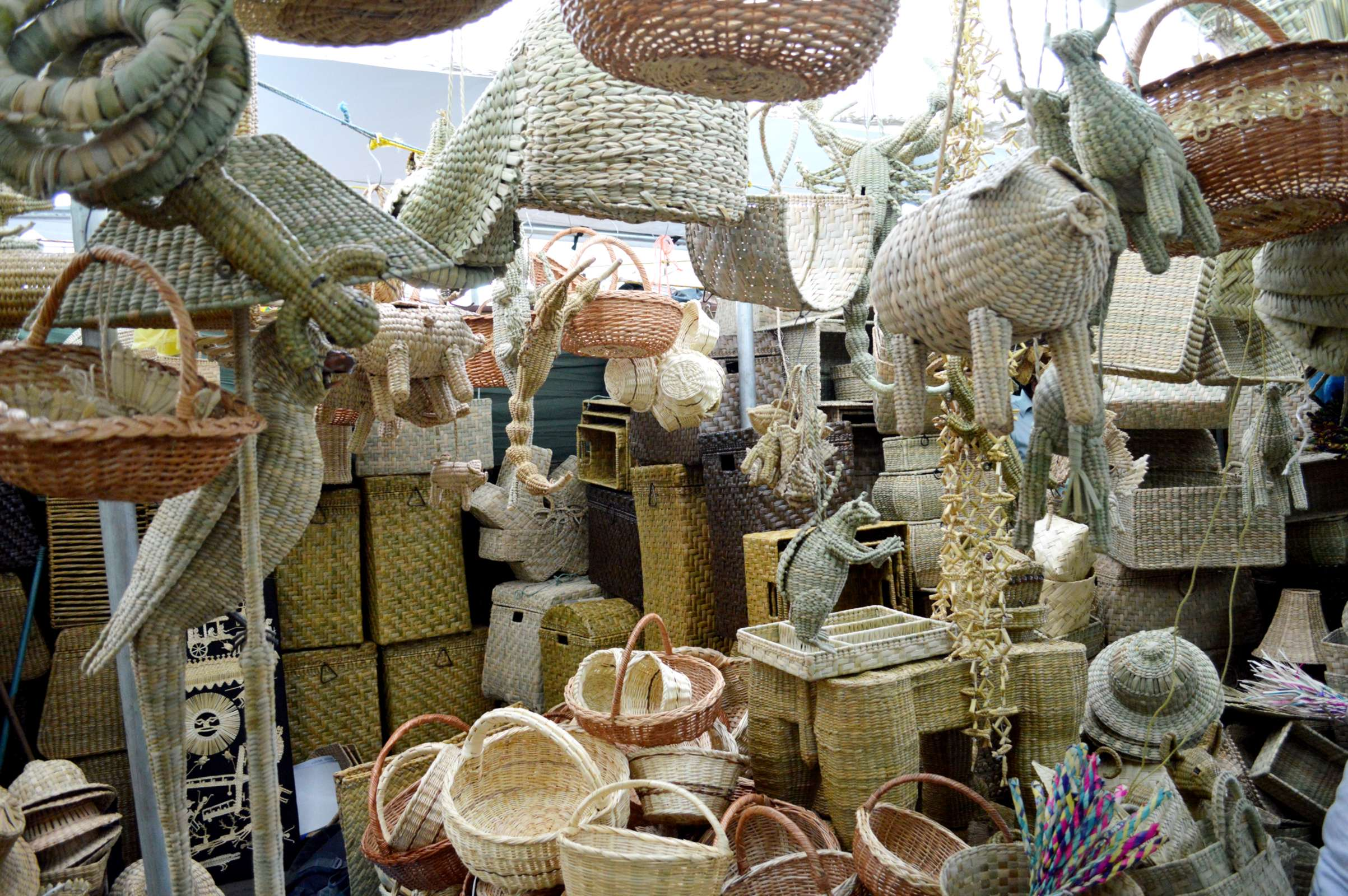
Mercado de Artesanía de Domingo de Ramos en Uruapan, Michoacán

La cestería se relaciona con otras artes textiles, excepto que las fibras vegetales utilizadas son en algunos casos más rígidas, yendo desde los trabajos hechos de ramas o listones de madera a las piezas hechas con fibras de hoja tales como ixtle (fibra de maguey) y hennequin. Aparte del ixtle y henequén, la vegetación utilizada se puede dividir en dos tipos: duras o semi rígidas, que incluyen materiales tales como tiras de madera, ramas de sauce o bastones, a materiales más blandos, tales como hojas de palma, cañas, paja y otros tallos de las plantas. Estos últimos materiales crean artículos de mayor flexibilidad que los otros. Los materiales utilizados en ciertos lugares varían, dependiendo de la vegetación local, y son por lo general hechas en comunidades rurales, que están cerca de los recursos a utilizar. Los materiales pueden ser añadidos en la fabricación de una pieza, generalmente para conseguir distintos patrones y texturas, e incluso a veces, pueden añadir color al objeto.
Debido a que la mayoría de los materiales son producto de la naturaleza, la cestería afecta a los ecosistemas circundantes en diversos grados. En México cerca de ochenta especies de plantas se utilizan en la cestería, siendo de distintas familias botánicas. Estos incluyen los agaves (Agavefourcroydes, A., A. sisalana letonae, A., A. zapupe funkiana), juncos y cañas (Arundo donax, Phragmites communis), palmas (mocinni Acanthorriza, Brahea dulcis, Sabal mexicana, S. causarium, Acrocomia crispa), yuca (glauca de la yuca, Y. elata, treculeana Y., mohavensis Y., Y. baccata), y (Smilacaceae, Bignoniaceae, Araceae, Dilleniaceae, Sapindaceae). También incluye el uso de algunos árboles como el sauce (Salicaceae), pinos (Pinaceae) y plantas acuáticas tales como el lirio (Eichhornia crassipes) y Talía (Thalia sp.). Las fibras vegetales que se cultivan son el trigo y paja de centeno, junto con Agave fourcroydes. En las últimas décadas, nuevos materiales se han usado en la cestería mexicana incluyendo tiras de fibra sintética, cadenas, anillos de metal, tiras de tela y cuero.
El trabajo de Agave fourcroydes e ixtle no utiliza toda la planta, sino las fibras que se extraen de la planta. El Agave fourcroydes se cultiva en la Península de Yucatán y el ixtle puede ser obtenido de las plantas silvestres ubicadas en las zonas semiáridas de varias partes de México. Ambos se han utilizado para crear bolsas con cadenas y redes, siendo el Agave fourcroydes el que tiene un gran valor en el pasado de la fabricación de cuerda.

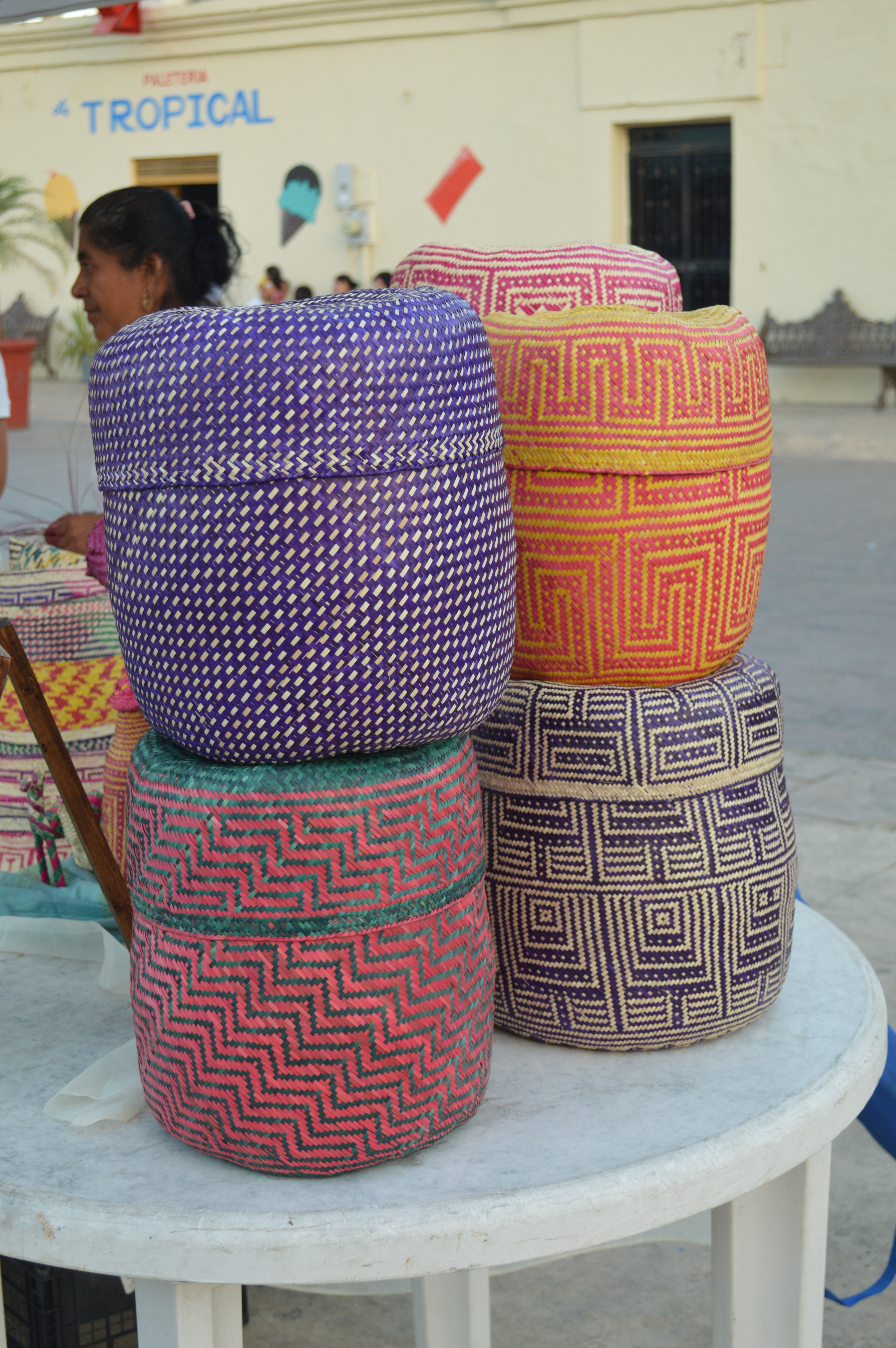
Cestas realizadas con fibras sintéticas expuestas en San José del Cabo

En el pasado siglo xx, el desarrollo de fibras sintéticas, en particular polipropileno y poliestireno, han proporcionado a los artesanos unas alternativas más baratas y coloridas, importantes en áreas en donde las fibras vegetales naturales se han vuelto escasas. Sin embargo, no han reemplazado el uso de materiales naturales. Comunidad particularmente conocidas por su trabajo en estas líneas son Zapotitlán Palmas en Oaxaca así como Cuitzeo en Michoacán.

## Productos de cestería

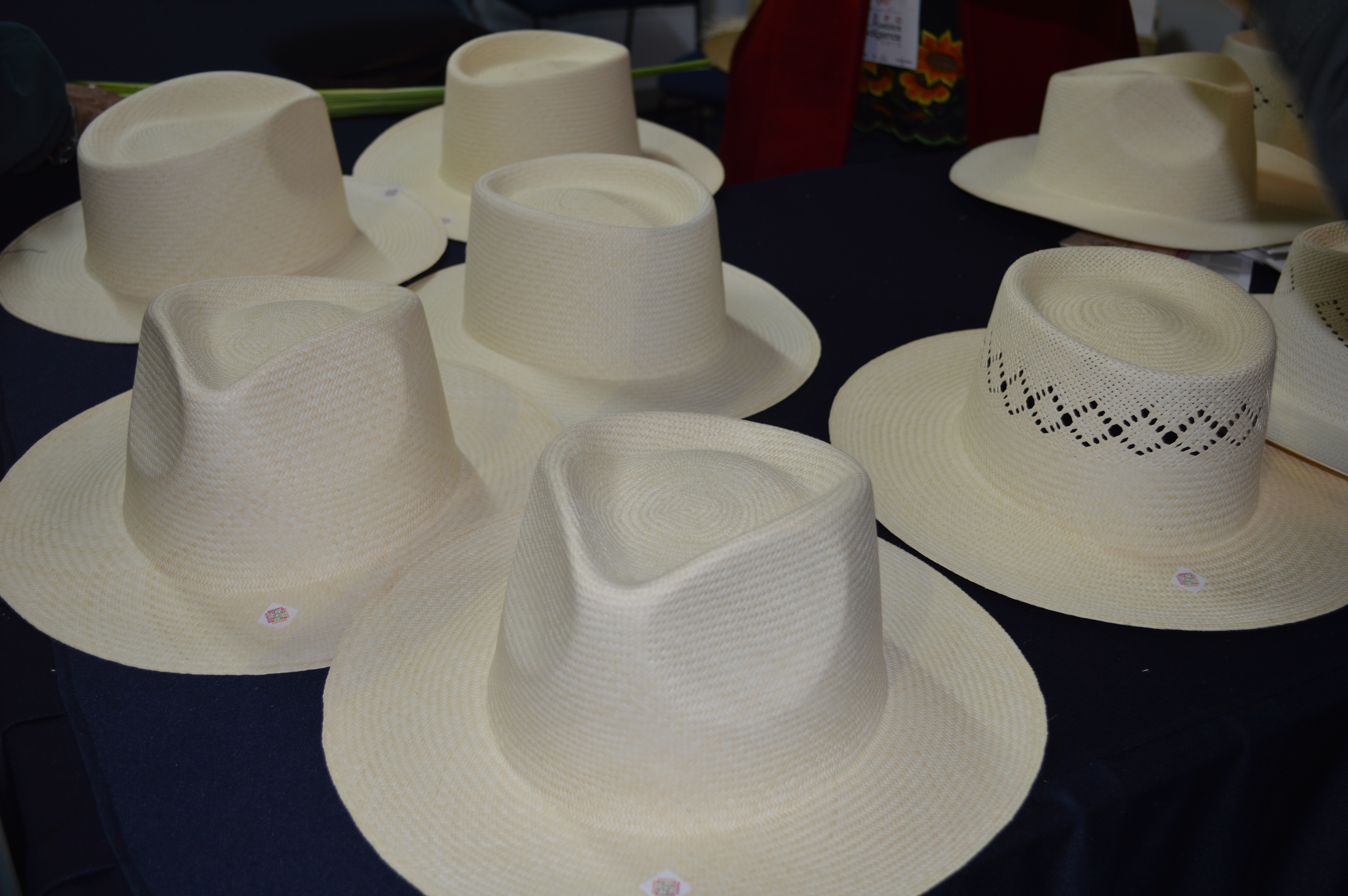
Sombreros delicadamente trabajados en fibra de palma "jipi", en Calkini, Campeche

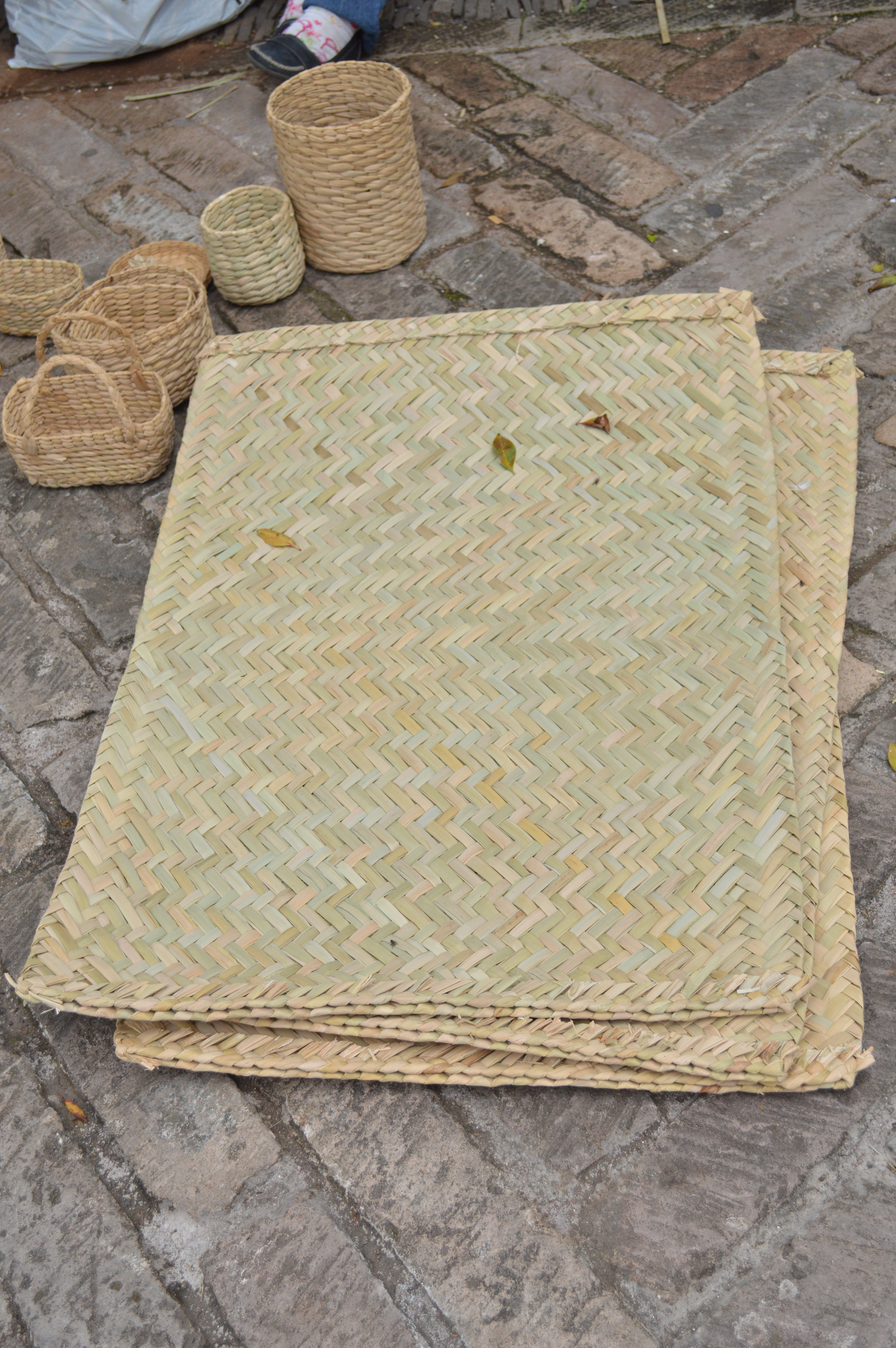
Alfombrillas (petates) tejidas en fibra de palma

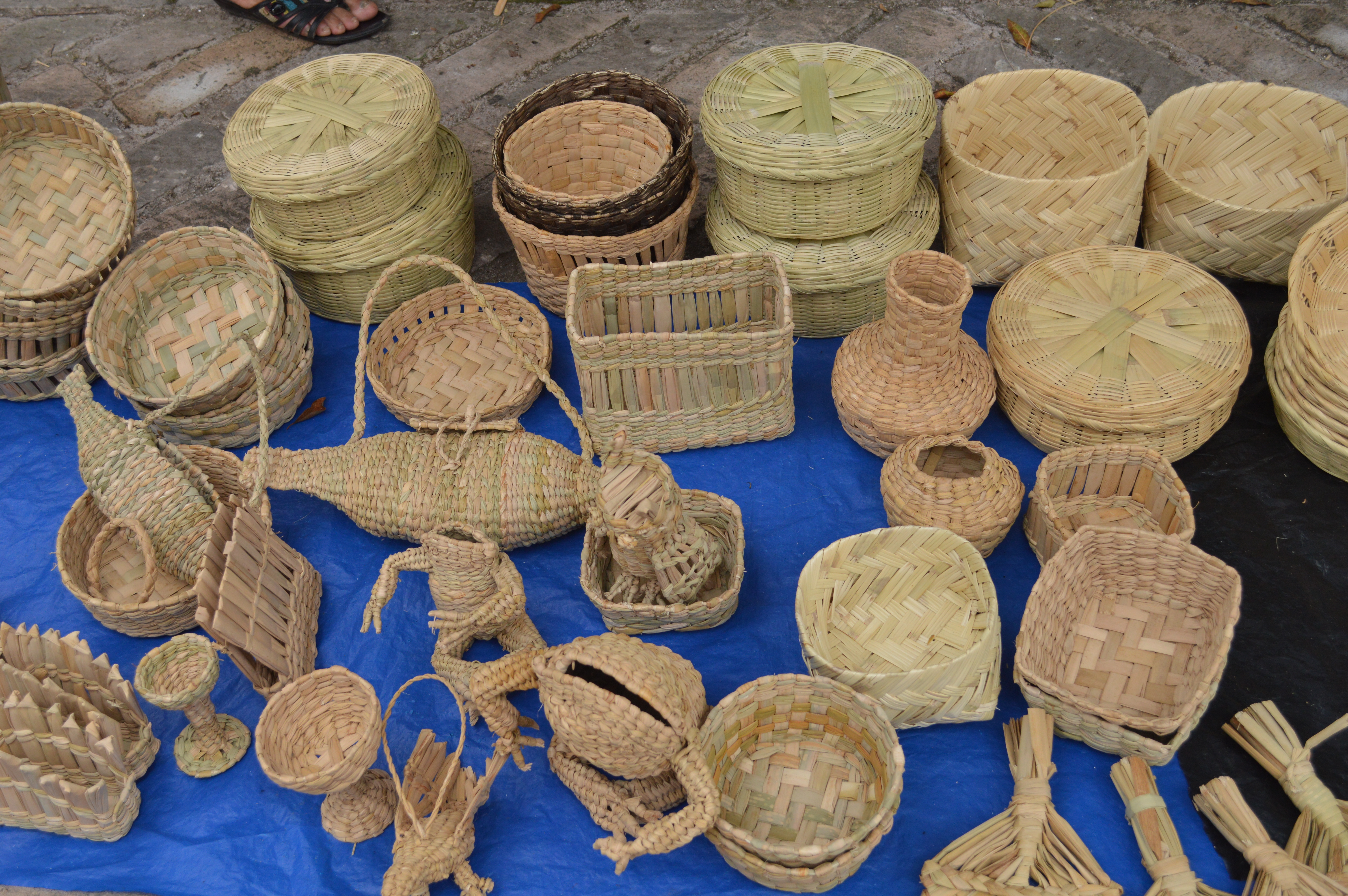
Diversos objetos de cestería expuestos en una calle en Michoacán

Los petates son grandes piezas planas hechas de cañas u hojas de palma. Los fabricados con estos últimos tienen tejidos más anchos. Se han utilizado para envolver paquetes, para dormir, enterrar a los muertos y en eventos para celebrar matrimonios. Los petates son todavía relativamente comunes, especialmente en las comunidades indígenas. Tompeates (canasta de palma) o tenates (canasta hecha con hojas de palma o tule, de distintos tamaños), se hicieron para almacenar y transportar frutas, vegetales y otras mercancías utilizadas en mercados. En el período prehispánico y colonial, eran atados en la espalda de una persona con un mecapal (faja de tejido de ixtle que tiene sogas en sus extremos y se apoya en la frente) para el transporte ya que no se utilizaban animales. Hoy en día el término todavía se utiliza en algunas áreas para referirse a un recipiente utilizado para mantener calientes las tortillas. A veces el término tlaxcal se usa en su lugar. Las etacas eran grandes recipientes utilizados para almacenar la ropa y en el período prehispánico y colonial pueden haber sido el único mobiliario en las casas de la gente de escasos recursos.
Los cacles, capotes y los sonantes eran artículos de vestimenta.
Los productos introducidos por los españoles incluyen cestos, sombreros hechas con fibras trenzadas, pizcadores (cestos de carrizo de gran tamaño), hojas de palma trenzadas para el domingo de ramos y las decoraciones de corazón hechas con paja (corazones de trigo).
Hoy en día, muchos de estos artículos se pueden encontrar. Los elementos más comunes incluyen cestos, recipientes para las tortillas, sillas, juguetes (generalmente miniaturas de animales y objetos, además de muñecas), flores, esferas y bolsas. Otro elemento común es el soplillo, una especie de abanico utilizado para ventilar el fuegos de carbón. Las hojas de palma se tejen con diseños más complicados para el Domingo de Ramos. En Veracruz, las técnicas de cestería se utilizan para crear trampas para peces que se encuentran en los ríos.] El ixtle y henequén todavía se utilizan, más comúnmente para la creación de bolsas y redes, y en el caso de ixtle, como un tipo de hilo de bordar para el cuero.

## Técnicas de cestería

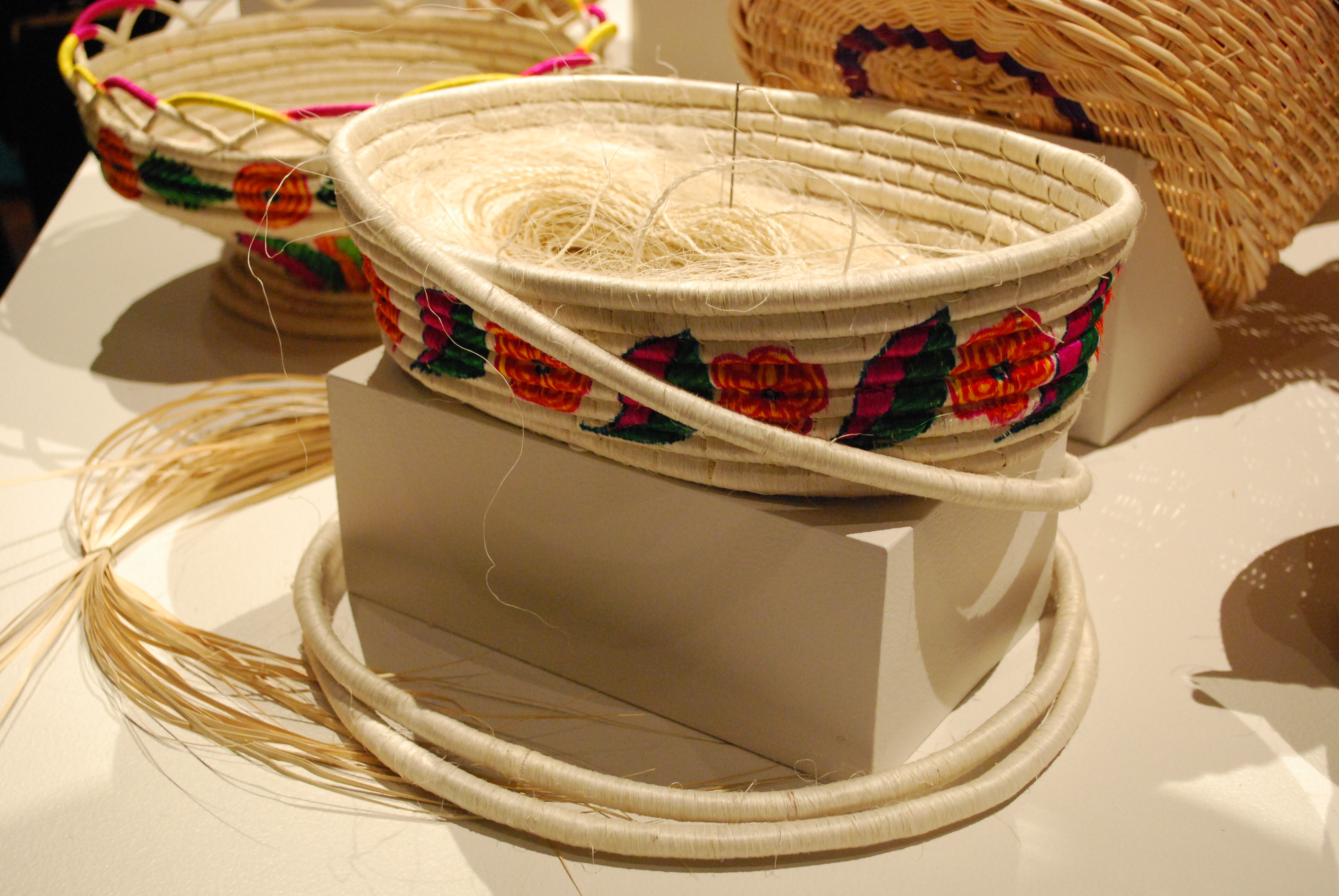
Elaboración de una canasta mediante la técnica de tejido en espiral

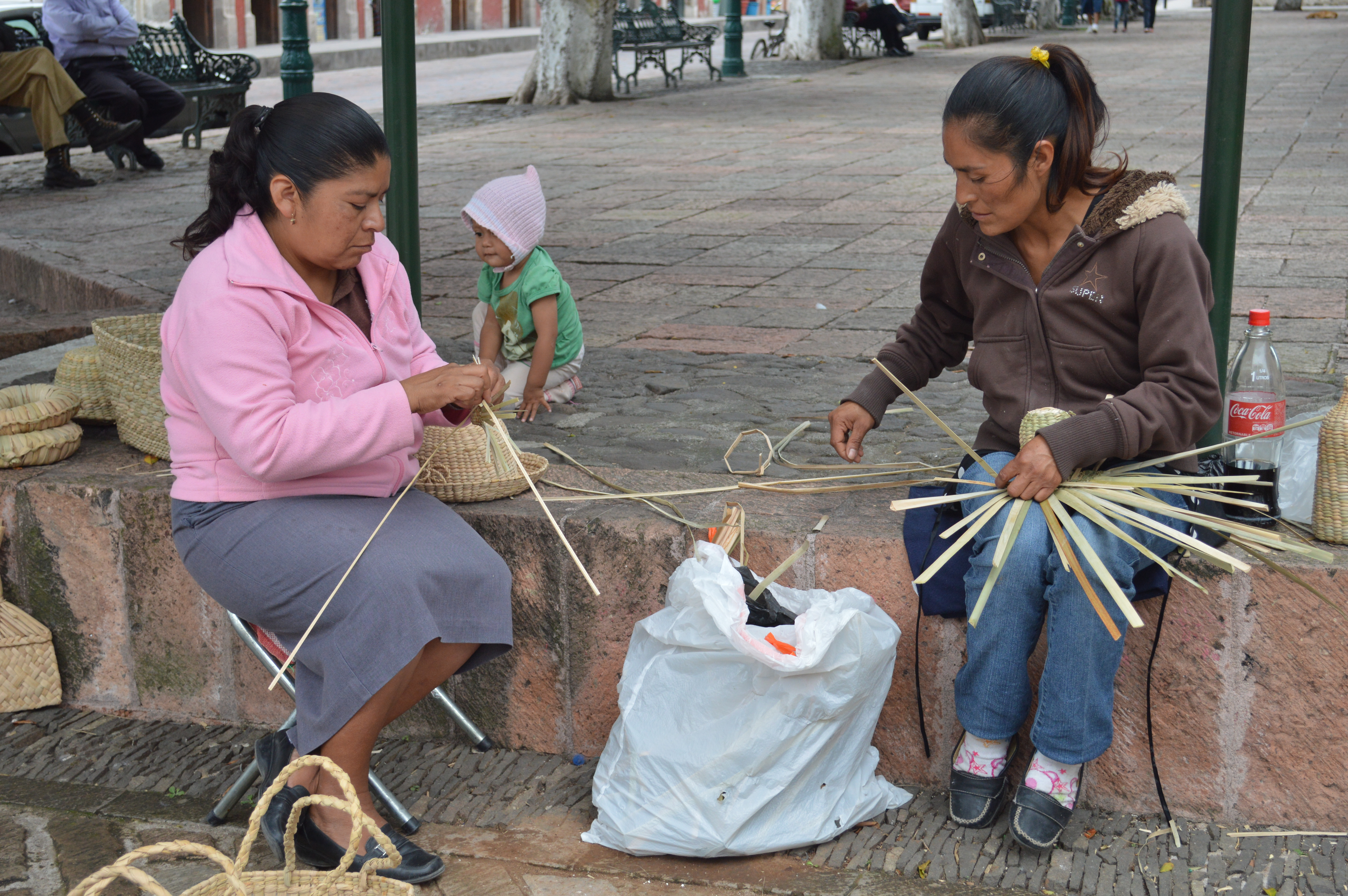
Mujeres artesanas tejiendo cestas en Cuitzeo, Michoacán

Existen varias técnicas para la fabricación de cestería en México. Las técnicas utilizadas varían ampliamente a lo largo del país ya que depende de las materias primas disponibles. El estilo tridimensional tiene tres partes, una central, que es desde la que se inicia el proceso, las paredes (los lados) y el borde. La técnica más antigua es la bobina, donde las fibras se presionan entre sí, y son sostenidas para poder coserlas. Vestigios de este tipo se han encontrado, siendo las cestas llamadas corita elaboradas por el pueblo seri el ejemplo más conocido. Otra técnica es la torsión de fibras en sí mismas. Las piezas tejidas comienzan con dos o más piezas transversales y las piezas más finas se tejen sobre ellas. Se utilizan generalmente para crear envases. La técnica de trenzado es más utilizada para la fabricación de sombreros.
Las canastas están decoradas de varias maneras: con pintura, cambios en la técnica para darle forma y el uso de materiales de diferentes colores y texturas. Cuando se elige la pintura, se aplica a una pieza ya terminada. A veces, otros elementos se añaden a piezas terminadas, tales como costuras, conchas y plumas.
Como el trabajar con ixtle y henequén requieren de diferentes técnicas, tales como la separación de las fibras del resto de la planta, este trabajo se sub-clasifica en México bajo el nombre de jarciería.

## Tradiciones Regionales
Los principales estilos de cestería son Norte, Centro, mixteco / Oaxaca, Golfo de México y el Sureste, principalmente divididos así por el tipo de materia vegetal utilizada como materia prima.

### México central

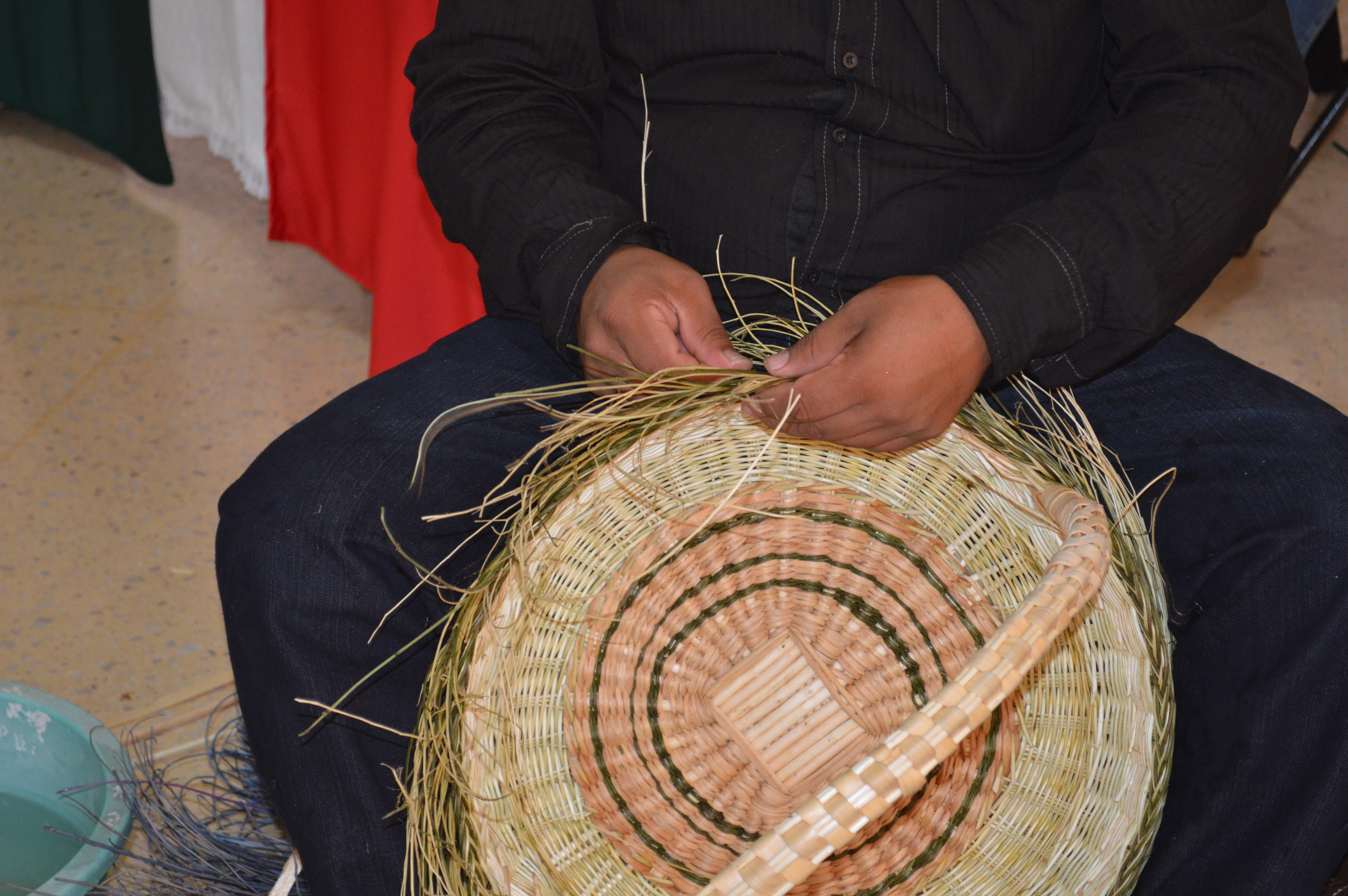
Demostración de tejido de una canasta en Tenancingo, Estado de México

La cestería del centro del país abarca los estados de Jalisco, Michoacán, Guanajuato, Aguascalientes, San Luis Potosí, Querétaro, Hidalgo, Estado de México y Morelos. La tradición de cestería aquí es mixta, para la mayoría se usan técnicas y diseños europeos, pero las formas indígenas se siguen produciendo. Los materiales más comunes incluyen juncos y cañas, especialmente en el Estado de México, Morelos e Hidalgo, alrededor de las orillas del Lerma y los ríos Tultepec, Lago Cuitzeo, Lago de Pátzcuaro y el Lago de Chapala. El trabajo de ramas de sauce para hacer cestas es también común. Las hojas de palmera se trabajan en los climas más cálidos de Matehuala, San Luis Potosí, el sur del estado de Morelos, sobre todo para hacer petates, fanes y tenaces. En la región de Tierra Caliente de Michoacán, las hojas de palma se producen en abundancia y se utilizan para crear sombreros, tenates, soplillos, escobas y capotes (capas para la lluvia).
En el Estado de México, la mayoría de los artesanos de cestería son de las poblaciones indígenas, la mayoría de los cuales viven en Jiquipilco, Temascalcingo, Tenancingo y Toluca (San Andrés Cuexcontitlán y los barrios de San Cristóbal Huichochitlán). Una amplia variedad de productos son elaborados como canastos, contenedores de tortilla, bolsas, manteles y más, muchos de ellos con varios colores, obtenidos del secar las fibras en diferentes colores. Los artesanos del municipio de Tenancingo utilizan diez especies de plantas. en Amanalco, Donato Guerra y el Oro, las cestas hechas incluyen ornamentos de cerámica de fuego alto, latón niquelado y vidrio. En Santa Ana Tlapaltitlán las palmas se tiñen de colores brillantes y se utiliza el método espiral. Este pueblo acostumbraba producir una gran cantidad de cestas muy bien elaboradas y otras mercancías con decorados de animales y personas. Sin embargo, sólo unos pocos siguen siendo artesanos de este tipo de trabajos, ya que los artesanos más jóvenes hacen piezas más modernas y con frecuencia hacen formas geométricas simples.
En Michoacán, los artículos de cestería son igualmente variados, desde cestas y otros recipientes de diferentes tamaños, miniaturas, juguetes y artículos de decoración. El uso de la paja de trigo es también común, la mayoría para hacer figuras en forma de corazón para las cocinas, junto con otras figuras decorativas como soles, lunas, la Navidad y otras escenas bíblicas. En Zacán, todavía hay algunos artesanos mayores que hacen sombreros utilizando ixtle, que son resistentes al agua y generalmente utilizados para el trabajo de campo. En Uripitio una planta llamada cucharilla se utiliza para hacer petates y soplillos. También se hacen a lo largo del estado vecino de Jalisco sombrero de charros, así como en San Francisco del Rincón, Manuel Doblado y Tierra Blanca, Guanajuato. Los principales productores de la cesta en Guanajuato son las ciudades de Ichupio y Queréndaro, cuyos clientes principales son las granjas de fresa en Irapuato y sus alrededores. En Silao, miniaturas y juguetes están hechos con técnicas de cestería.
En la Sierra Norte de Puebla, otomíes y nahuas crean cunas y bolsas de carga que utilizan la corteza del amate, un material tradicional desde el periodo prehispánico. La comunidad de Santa Cruz, Puebla sigue creando petates finos con diseños geométricos. Los de Santa María Chigmecatitlán crean miniaturas de figuras como músicos y artistas de circo, junto con pesebres completos.
En el estado de Guerrero, se hacen cestas decorativas con motivos geométricos y animales con hojas de palma teñidos de varios colores. 

### Mixteca / Oaxaca

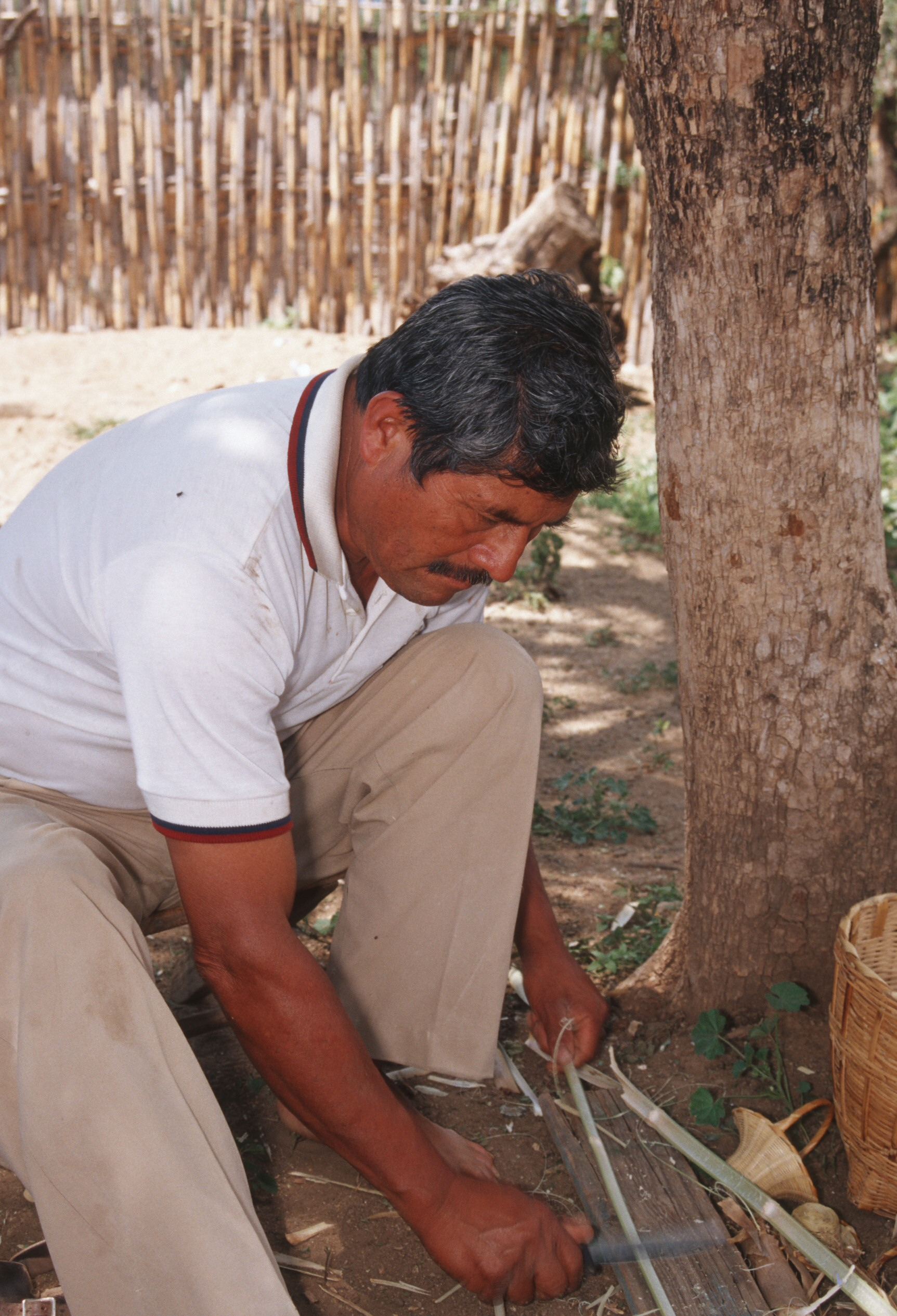
El artesano Amador Martínez Antonio, preparando sus materiales en Santa Cruz Papalutla, Oaxaca

La cestería hecha de cañas y juncos se realiza en varias regiones del estado de Oaxaca, como los valles centrales, el valle de Miahuatlán, la región mixteca y Tehuantepec; en su mayoría son cestas para el transporte de mercancías. La mayoría de los productos fueron utilizadas originalmente para llevarlos al mercado, junto con petates y tenates. Desde mediados de la década de 1980, la cestería de Oaxaca, especialmente en los valles centrales ha incorporado elementos asiáticos a sus diseños.
La cestería más conocida del estado la hacen los mixtecos, cuyo territorio se extiende sobre partes de Oaxaca, Puebla y Guerrero. Tradicionalmente su trabajo fue realizado casi exclusivamente con hojas de palma y se encontraba en la Sierra del Codex. Sin embargo, la degradación del medio ambiente ha hecho que esta materia prima sea escasa, poniéndola en peligro. Los que siguen trabajando con ella crean petates, soyates, ventiladores, tenates y sombreros, y la mayoría de las veces ésta es su única fuente de ingresos. Los viejos diseños decorativos casi han desaparecido, pero la gente todavía puede verlos en diversos espacios públicos. A pesar de esto, los más finos petates se realizan en esta región, junto con la ciudad de San Luis Amatlán. Hay programas para apoyar a los cesteros en la zona mixteca de Oaxaca, como FIDEPAL (Fideicomiso de la palma), una sociedad dedicada a la conservación y la promoción de la artesanía.
Otro pueblo relevante en la región mixteca de Oaxaca es Zapotitlán Palmas, cerca de Huajuapan de León. Antes de la década de 1980 hicieron sus productos exclusivamente con una especie de palma (Sabal mexicana), pero desde entonces han cambiado a la fibra de polietileno y se venden fuera de la ciudad sobre todo en Huajuapan, reservando el trabajo de hoja de palma para uso personal.

### Norte

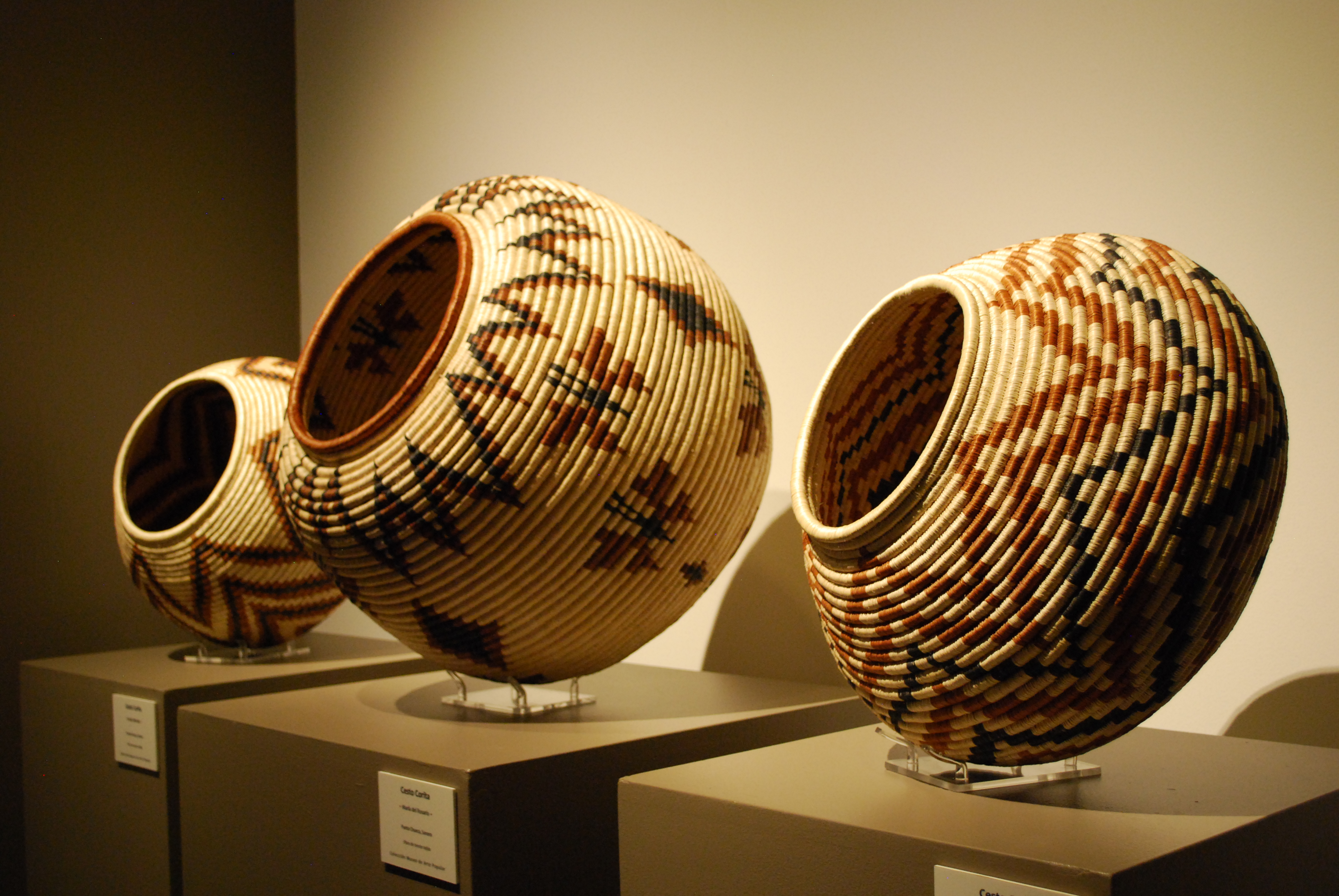
Canastas típicas del pueblo seri, (coritas) exhibidas en el Museo de Arte Popular (Ciudad de México)

La gente seri en Sonora tienen una de las tradiciones de cestería más conocidas, con la corita, nombre que se le da a uno de sus cesto más conocidos. Las cestas fueron la principal artesanía notable de los seri. Las coritas están hechas con las ramas de un cepillo o un arbusto llamado torote, que crece en el desierto. A excepción de los yugos del hombro utilizados para transportar los paquetes, las cestas fueron utilizadas por los seris para el transporte de todo excepto líquidos. Cestas de poca profundidad eran cargados en la cabeza por las mujeres, cargando desde madera, cosechas, carne y ropa. Se utilizaron para la recolección y el almacenamiento. Han servido como maletas, cubos y contenedores de basura.
Las cestas de los seri son pesadas, hechas de manojos de torote envueltos con la corteza interna más flexible de los tallos. El torote se separa utilizando los dientes.  Tradicionalmente ha sido el trabajo de las mujeres, pero la demanda ha implicado a los hombres al trabajo. Piezas tradicionales, tales como recipientes y cunas todavía se hacen junto con nuevas obras para la industria del turismo, tales como cuencos poco profundos con una amplia variedad de decorados inspirados en la religión y la cultura seri. Algunas historias sugieren que estas cestas tienen propiedades mágicas o contienen algo del espíritu de las mujeres que las hicieron. Un color decorativo utilizado comúnmente es el rojo óxido, a partir de la corteza de la raíz de la familia krameria también conocido como kromeris gris o ratany blanco. Actualmente se utilizan colorantes comerciales. La artesanía ha disminuido debido a la introducción del plástico moderno, metal, etc. pero se mantiene debido al turismo en las zonas seri, aunque no se utilicen los métodos tradicionales ya que el proceso tradicional requiere más mano de obra.
Otros pueblos tradiciones de la cestería del norte incluye el de los pimas en Sonora, que tejen petates y sombreros de hojas de palma, junto con las cestas en espiral. En Baja California, los cochimíes y paipai que tejen hojas de palma, hojas de cedro y ramas de sauce utilizando el método de espiral para hacer las cestas. El tarahumara en Chihuahua trabaja con hojas de palma, cañas y hojas de pino. Muchas cestas de allí son de un tamaño pequeño, parecido a los tenates prehispánicos. Aquellos de agujas de pino mantienen su olor característico durante algún tiempo. Cestos para la contención de agua llamados guares se han producido más. Los huicholes en Durango, Nayarit y Jalisco hacen sombreros y pequeños contenedores con hojas de palma. Las cajas son similares a los tenates, pero con un prisma rectangular como forma principal. 

### Golfo de México / Sureste
El Golfo de México y el sureste se extiende por Veracruz, la Península de Yucatán y Chiapas. La cestería se elabora en todo el estado de Veracruz y cada grupo étnico y regional produce su propio estilo, en función de sus necesidades y otros factores. Con el tiempo una serie de artículos utilitarios y ceremoniales tradicionales se ha convertido en decoraciones y todavía son las que mantienen a una serie de familias de Veracruz. Los totonacas utilizan principalmente cañas, mientras que en el sur de Veracruz, las comunidades nahuas de Pajapan y Hueyapan de Ocampo producen cestos elaborados con mimbre y raíces de la radiatum Philodendrum y Monstera deliciosa. En el centro del estado, grupos mestizos crean diversos productos tales como los petates de palma en Tigrillos y trampas de camarón en Jalcomulco ubicados en el centro de Veracruz, en el lado este del Cofre de Perote. Está rodeado de selva tropical semi caducifolio con más de 800 especies de plantas, así como huertos frutales y campos de caña de azúcar y otros cultivos. Su cestería está vinculada principalmente a la recolección de cangrejos y camarones de agua dulce del río Los Pescados; el uso de trampas de canasta están tradicionalmente hechas de juncos. Desde la década de 1990, la economía ha cambiado, desde la agricultura y la pesca hacia el turismo ecológico. Esto ha llevado a muchos fabricantes de trampas a expandir sus habilidades en otros objetos decorativos como cestos, jarrones, fruteros, bases de lámparas y más. La demanda de estos productos ha hecho un impacto en las plantas que se utilizan para este propósito.
En Chiapas se utilizan a menudo hojas de palma junto con el ixtle, conocido por los lacandones para hacer bolsas y redes. En Tabasco las hojas de palma se utilizan para hacer petates y diversos tipos de ventiladores. En Campeche y parte del estado de Yucatán se hacen sombreros muy finos de una especie de palma específica, llamados localmente jipi-japa. Este trabajo se hace a menudo en cuevas para mantener las fibras húmedas y flexibles. Ticul, Yucatán, Becal y Campeche son las comunidades más conocidas para este trabajo. Los cestos de hoja de palmera se realizan por toda la península de Yucatán, a menudo teñidos y utilizando el método de embobinado. La mayoría de estos cestos están hechos por mujeres; la comunidad halachó es la más conocida en esta actividad. 